# Talbot Duckmanton

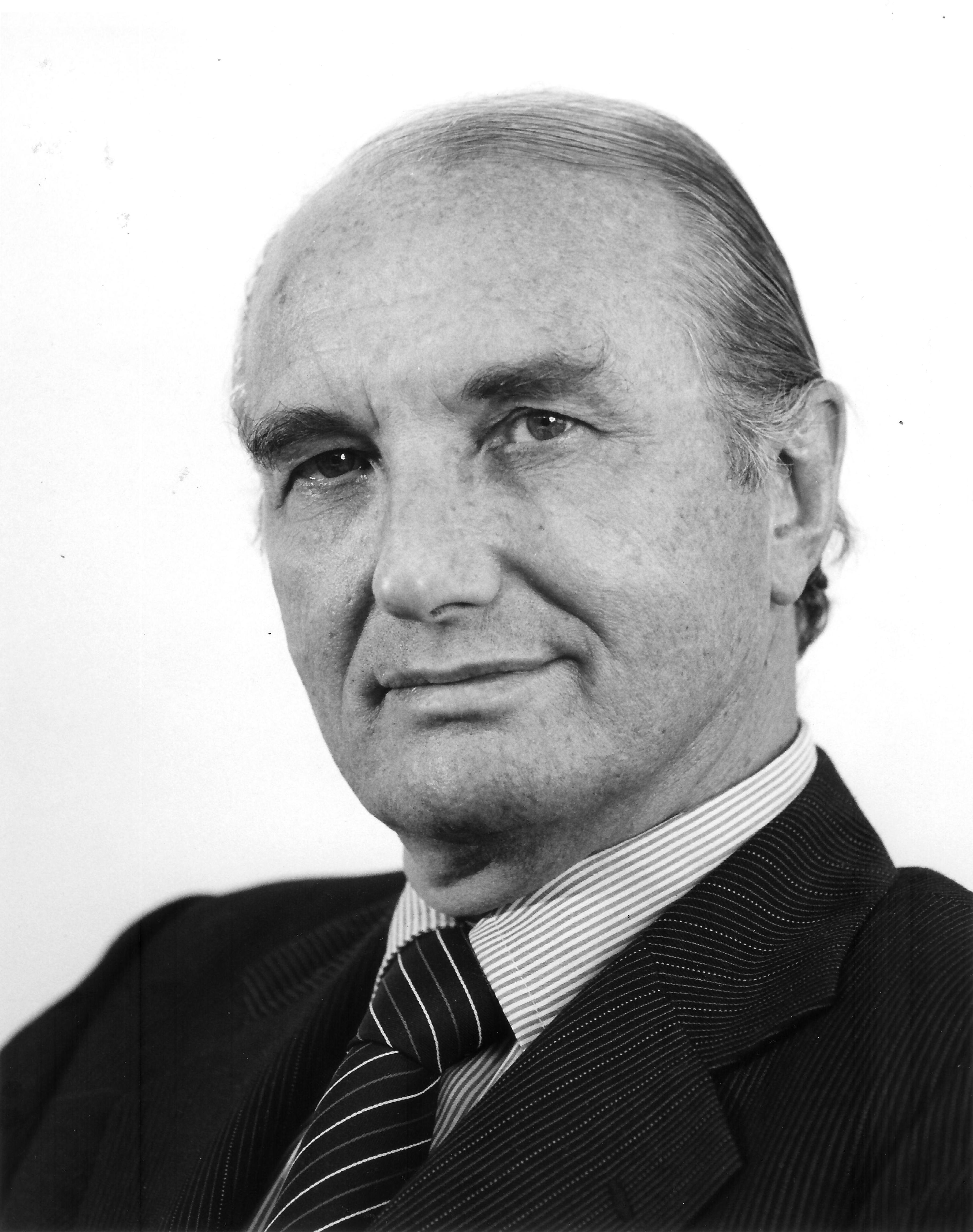

Sir Talbot Sydney Duckmanton, CBE (25 de outubro de 1921 - 12 de junho de 1995) foi um jornalista e empresário australiano. Ele foi durante 17 anos o Gerente Geral (cargo equivalente ao de Diretor-Geral) da Australian Broadcasting Corporation (ABC). Duckmanton também foi responsável pelo estabelecimento da televisão a cores na Austrália.

## Biografia
Duckmanton, que era filho de um arquiteto ingressou na ABC como locutor em 1939. Durante a Segunda Guerra Mundial, ele serviu como piloto na RAAF antes de se tornar um correspondente de guerra da ABC em 1945. Posteriormente, ele foi apresentador e comentarista de transmissões externas antes de se mudar para cargos gerenciais em Queensland e Tasmânia.
Ele se tornou o chefe executivo da ABC em fevereiro de 1965 e supervisionou o estabelecimento da televisão a cores na Austrália, além da criação da ABC Classic FM.
De 1973 a 1977, ele foi o presidente da União de radiodifusão da Ásia-Pacífico e, de 1975 a 1982, presidente da Commonwealth Broadcasting Association. Ele foi agraciado com a Ordem do Império Britânico em 1980 e se aposentou dois anos depois, logo após a ABC comemorar seu 50º aniversário.